# Seix
Seix – miejscowość i gmina we Francji, w regionie Oksytania, w departamencie Ariège.
Według danych na rok 1990 gminę zamieszkiwało 806 osób, a gęstość zaludnienia wynosiła 9 osób/km² (wśród 3020 gmin regionu Midi-Pyrénées Seix plasuje się na 408. miejscu pod względem liczby ludności, natomiast pod względem powierzchni na miejscu 25.).